# سیارک ۹۳۴۰
سیارک ۹۳۴۰ (به انگلیسی: 9340 Williamholden، نامگذاری:1991LW1) نه هزار و سیصد و چهلمین سیارک کشف شده‌است که در ۶ ژوئن ۱۹۹۱ کشف شد.
قدر مطلق سیارک برابر ۳۲.۳ است.